# Brewster F2A Buffalo
Brewster F2A Buffalo je bilo ameriško lovsko letalo druge svetovne vojne.

## Začetek proizvodnje
Brewster je s svojim modelom Buffalo v začetku tridesetih let 20. stoletja zmagal na natečaju za prvo enokrilno lovsko letalo za Vojno mornarico ZDA in premagal konkurenčno podjetje Grumman, ki je na natečaju sodelovalo z letalom F4F Wildcat. Kljub temu se je kmalu izkazalo, da je Buffalo veliko slabše letalo kot Wildcat, zaradi česar so začeli Američani kmalu izdelovati tudi tega lovca.

## Letalne sposobnosti
Letalo je bilo že ob vstopu v vojno prepočasno in premalo okretno, kar se je še posebej izkazalo v zračnih dvobojih z izjemno okretnimi japonskimi lovci. Prešibek motor je letalu tudi onemogočal doseči velike višine, k temu pa je dodatno pripomogla velika masa letala.
Edina država, ki je Buffala dobro izkoristila, je bila Finska, ki je letalo uporabljala skozi celotno vojno. Z njim so leteli nekateri najboljši finski letalski asi.

## Uporabniki
- Avstralija
- Belgija
- Finska
- Nizozemska
- Združene države Amerike
- Združeno kraljestvo

## Različice
- XF2A-1: prototip
- F2A-1: 54 naročenih, 53 izdelanih, 44 prodanih Finski (pod oznako B-239)
- F2A-2: 43 izdelanih
- F2A-3: 108 izdelanih, (dodaten oklep, neprebojno prednje steklo)
- B-339: 40 prodanih v Belgijo
- B-339D: Nizozemska različica
- B-339E: 170 prodanih v Združeno kraljestvo
- B-439:Nizozemska različica